# NGC 1675
NGC 1675 je jedan do danas nepotvrđeni objekt u zviježđu Biku. Sva promatranja poslije nisu na tom položaju uočila nikoji objekt.

## Vanjske poveznice
- SEDS: NGC 1675